# Hòa Trạch
Hòa Trạch là một xã thuộc huyện Bố Trạch, tỉnh Quảng Bình, Việt Nam.

## Địa lý
Xã Hoà Trạch có vị trí địa lý:
- Phía đông giáp xã Đại Trạch
- Phía đông nam giáp xã Nam Trạch
- Phía tây nam giáp thị trấn Nông trường Việt Trung
- Phía bắc và tây bắc giáp xã Tây Trạch.

Xã Hòa Trạch có diện tích 22 km², dân số năm 2019 là 4.554 người, mật độ dân số đạt 207 người/km².

## Hành chính
Xã Hòa Trạch được chia thành 7 thôn: Dài, Hổ, Cà, Hòa Đồng, Két, Bàng, Sen.